# Porepunkah
Porepunkah is een plaats in de Australische deelstaat Victoria en telt 589 inwoners (2006).